# Amakusanthura paramagnifica
Amakusanthura paramagnifica är en kräftdjursart som beskrevs av Müller 1992. Amakusanthura paramagnifica ingår i släktet Amakusanthura och familjen Anthuridae. Inga underarter finns listade i Catalogue of Life.